# 50 (число)
50 (пятьдесят) — натуральное число, расположенное между числами 49 и 51

## В математике
- 250 = 1 125 899 906 842 624, двоичная приставка: пеби (Пи).
- число областей, на которые делят правильный семиугольник все его диагонали.
- минимальное число, представимое в виде суммы двух квадратов двумя различными способами: 50 = 12 + 72 = 52 + 52.[1]

## В науке
- 50 — пятое магическое число
- 50 — атомный номер олова

## В других областях
- 50 год; 50 год до н. э., 1950 год
- В кириллице числовое значение буквы н (наш)
- ASCII-код символа «2»
- 50 — код субъекта Российской Федерации и код ГИБДД-ГАИ Московской области
- 50 штатов в составе Соединённых Штатов Америки
- 50 Гц в российской бытовой сети электроснабжения
- 50 дочерей Эндимиона и Селены: 50 недель между Олимпийскими играми
- 50 сыновей и дочерей Приама
- 50 аргонавтов
- 50 км — минимальное расстояние для советских подводников до территориальных вод Швеции после событий со «Шведским комсомольцем»[2]
- 50 — именно такой номер у квартиры по ул. Б.Садовая, д.10, в которой поселился Воланд в романе «Мастер и Маргарита» Михаила Булгакова. В 1921–1924 гг. в этой квартире проживал сам писатель
- 50 — шоссе в штате Вайоминг, США
- 50% — половина целого (100%); фраза «пятьдесят на пятьдесят» выражает баланс чего-либо: равноправие партнёров, равенство шансов, одинаковые доли и т. д.

## Другие названия
- При голосовой радиосвязи числительное 50 произносится как «полсотни» (51 как «полсотни один» и т.д.), чтобы избежать путаницы с фонетически близким числительным «шестьдесят».
- В разговорной речи пятьдесят денежных единиц заменяется сленговым выражением «полтинник».

## Символика числа
- После завершения цикла из 7х7 лет пятидесятый год становится Великим годом, Юбилеем, символизирующий возврат к началу, к исходному состоянию и новый старт
- Пятидесяти лунным циклам (четырём годам) равен промежуток между Олимпийскими играми
- В тантрических текстах пятьдесят — число лепестков чакры Анджна
- В Библии после Вознесения Иисуса Христа, в 50-й день Пасхи произошло сошествие Святого Духа на апостолов
- Православный церковный праздник День Святой Троицы называется также Пятидесятницей, так как отмечается в 50-й день после Пасхи

## Числа 50-59
- 50  =  2 × 5 × 5
- 51  =  3 × 17, 6-е пятиугольное число
- 52  =  2 × 2 × 13, число Белла, 4-е десятиугольное число
- 53  = простое число
- 54  =  2 × 3 × 3 × 3
- 55  =  5 × 11, 10-е треугольное число, 5-е семиугольное число
- 56  =  2 × 2 × 2 × 7, 6-е тетраэдральное число
- 57  =  3 × 19
- 58  =  2 × 29, 4-е одиннадцатиугольное число
- 59  = простое число